# Пам’ятник радянському воїну О.О. Артамонову

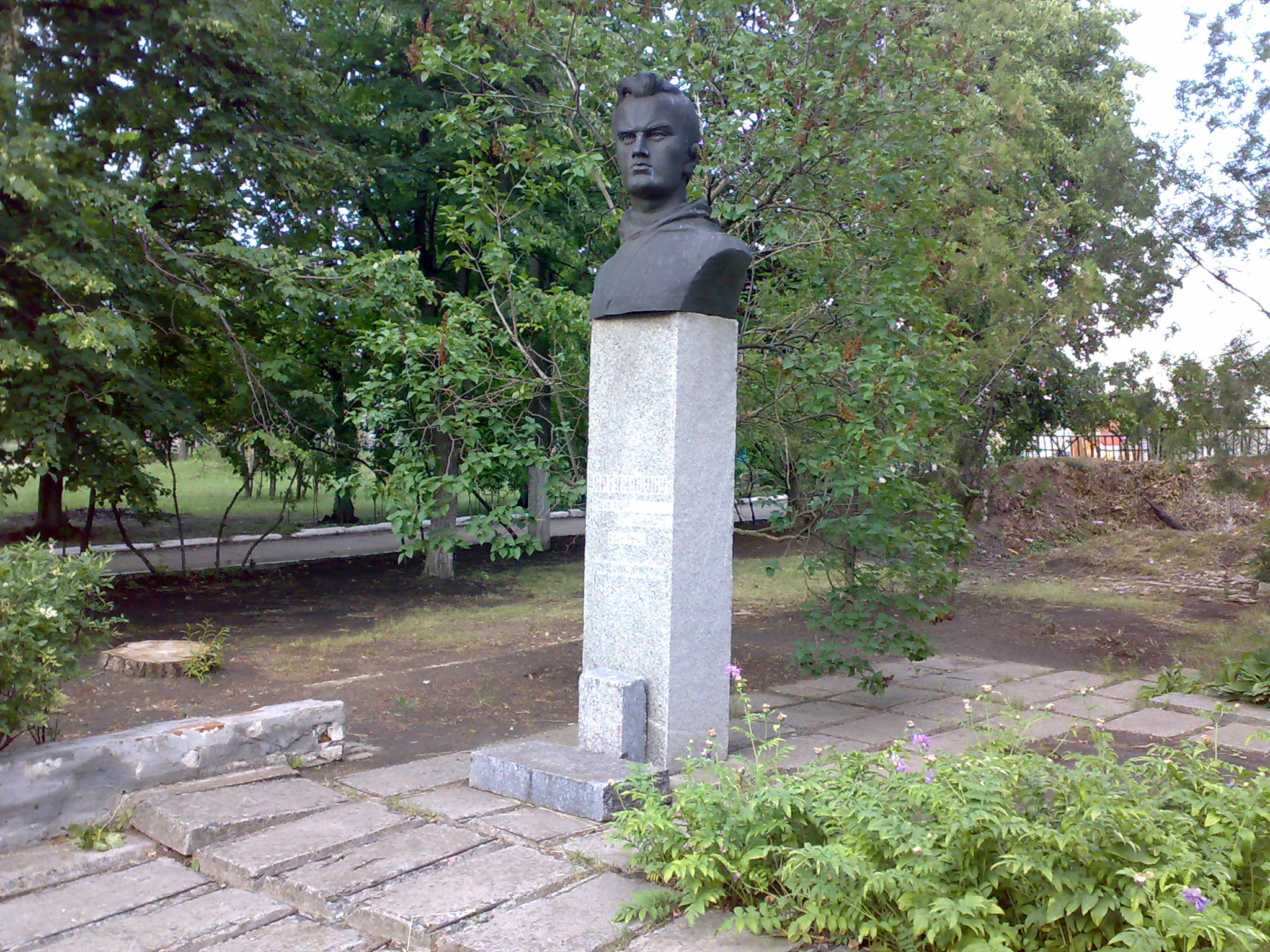
Пам’ятник радянському воїну Олександру Олексійовичу Артамонову

Пам’ятник радянському воїну Олександру Олексійовичу Артамонову - Юр’ївський район Дніпропетровської області, Варварівська сільська рада, с.Варварівка, у дворі середньої школи.

## Історія
Пам’ятник радянському воїну Артамонову О.О. являє собою чавунне погруддя висотою 1,0 м, встановлене на постаменті (1,9 х 0,5 х 0.43 м), обличкованому плитами сірого граніту. Автор – заслужений скульптор України Куценко Петро Євлампійович.
Артамонов Олександр Олексійович народився в 1914 році в селі Варварівка Павлоградського повіту Катеринославської губернії (зараз Юр’ївського району Дніпропетровської області) в сім’ї селянина. 
Перед початком Великої Вітчизняної війни працював на одному з заводів міста Павлоград. Разом з підприємством був евакуйований до Сибіру. Влітку 1943 року пішов на фронт добровльцем. Воював у складі 718-го стрілецького полку 139-ї Рославльської Червонопрапорної ордена Суворова стрілецької дивізії. У вересні 1943 року у складі групи з 18 добровольців брав участь у бою за висоту 224.1 поблизу села Рубіжка Куйбишевського району Калужської області, в ході якого загинув.
Посмертно нагороджений орденом Вітчизняної війни 1-го ступеня.
Подвиг захисників висоти 224.1 оспіваний у пісні на слова М. Матусовського та музику В. Баснера “На безымяной высоте”.

## Додаток
На  постаменті викарбувано: Артамонову Александру Алексеевичу 1914-1943. На стіні школи прикріплена меморіальна дошка з написом: Артамонов Александр Алексеевич (1914-1943). Выпускник Варваровской школы героически погиб на безымянной высоте Калужской области. Один из 18 ребят воспетых в песни М. Матусовского и В. Баснера. Пам’ятка та територія біля неї упорядковані.